# Francisco Conde
Francisco Conde (Caracas, Provincia de Venezuela, Imperio español, 11 de diciembre de 1770-Caracas, Venezuela, 29 de marzo de 1842) fue un militar venezolano que luchó en la guerra de Independencia de Venezuela.

## Carrera
Francisco Conde se alistó en el ejército patriota en 1810 para luchar en la Guerra de Independencia de Venezuela. Interviene al lado de Francisco de Miranda en la Campaña de Valencia y en 1812 se enfrentó al realista Eusebio Antoñanzas. Acompañó a Simón Bolívar en la campaña de 1813, distinguiéndose en la Batalla de Bárbula, en la Batalla de Las Trincheras y en la Batalla de Araure.
Acompaña a Rafael Urdaneta en una fallida campaña en 1815. En 1816 se une al ejército de José Antonio Páez, con el que participa en la Batalla de El Yagual, poco después participó en la campaña de Guayana al lado de Simón Bolívar en 1817. Forma parte del consejo de guerra que condena a muerte a Manuel Piar en octubre de ese mismo año. Poco tiempo después el Congreso de Angostura nombra a Francisco Conde como miembro de la sección de Guerra y Marina.
Apoyo al general Santiago Mariño en el Congreso de Cariaco. Fue gobernador de Guayana en 1821, gobernador de Barinas entre 1823 y 1824, luego fue intendente del departamento de Apure en 1825. En 1828 participa en la Convención de Ocaña como representante de Barinas y en 1830 es diputado por Barinas al Congreso de Valencia.
El presidente José María Vargas lo designó secretario de Guerra y Marina. Desde su cargo decide no enfrentar a la Revolución de las Reformas, sin embargo Diego Ibarra lo deja en arresto domiciliario, Francisco Hernáiz lo visita en su casa el 8 de julio de 1835 para solicitarse la renuncia de su cargo. Tras su renuncia y la derrota de la rebelión Francisco Conde se retiró de toda actividad pública.

## Vida personal
Contrajo nupcias en Angostura con Rafaela Freites en 1821.

## Obras
- Francisco Conde a sus conciudadanos (1835).[4]